# Ostrogozhsky (huyện)
Huyện Ostrogozhsky (tiếng Nga: ? райо́н) là một huyện hành chính tự quản (raion), của Tỉnh Voronezh, Nga. Huyện có diện tích 1713 km², dân số thời điểm ngày 1 tháng 1 năm 2000 là 28900 người. Trung tâm của huyện đóng ở Ostrogozhsk.